# Cephalaria litvinovii
Cephalaria litvinovii är en tvåhjärtbladig växtart som beskrevs av Jevgenij Grigorjevitj Bobrov. Cephalaria litvinovii ingår i släktet jätteväddar, och familjen Dipsacaceae. Inga underarter finns listade i Catalogue of Life.